# Христо Атанасов (полковник)
Христо Атанасов Атанасов е български офицер, полковник, доцент.

## Биография
Роден е на 2 юли 1960 г. в Търново. Средното си образование завършва в Математическата гимназия в родния си град. Завършва Висшето народно военно училище във Велико Търново с мотострелкови профил през 1982 г. Военната му кариера започва като командир на взвод в дванадесети мотострелкови полк в Елхово. От 1985 до 1989 г. е командир на специален взвод в училището във Велико Търново. От 1989 до 1991 г. учи във Военната академия в София. Между 1991 и 1992 г. е командир на курсантската рота във военното училище. През 1992 г. постъпва като асистент в същото училище. През 1999 г. защитава дисертация на тема „Прегрупиране на механизираната бригада за участие в контраудар“. От 2000 г. е доцент по Организация и управление на въоръжените сили. От 2001 до 2004 г. е последователно началник на катедри „Тактика“ и „Организация и управление на тактическите подразделения от Сухопътни войски“. От 2008 до 2013 г. е декан на факултет „Общовойскови“.
В периода 2 декември 2013 – 1 май 2014 г. е временно изпълняващ длъжността началник на Националния военен университет. През 2015 г. се кандидатира за общински съветник от партия „Българска демократична общност“.